# 藍點鰺
蓝点鲹又稱大口鰺、擬浪人鰺，俗名為甘仔魚、瓜仔，是一种数量较大的海洋鱼类，為輻鰭魚綱鱸形目鱸亞目鰺科的其中一個種。蓝点鲹分布在东印度洋和西太平洋热带海域，北至台湾，南至澳大利亚。蓝点鲹是一种沿岸魚，生活在多泥沙和多海藻的环境，常见于比较大的海湾。蓝点鯵的明显特征是身体上部有深蓝色的斑点，蓝点鲹幼年时捕食底栖性鱼和螃蟹和虾等各种甲壳亚门動物，成年后食物以鱼为主。蓝点鲹是澳大利亚北部卡奔塔利亚湾最常见的食肉鱼类之一，被认为是一些经济虾类最重要的天敌。蓝点鲹长到110毫米长和1岁的时候达到性成熟，产卵高峰期为春季。雌雄性蓝点鲹生长速度约为每年82.2毫米，已知能长到的最大长度为66厘米。蓝点鲹是捕虾作业的常见副产品，但由于商业价值低而常被抛弃。蓝点鲹是一种普通的食用鱼，偶尔会被钓到。

## 分类和命名
蓝点鲹归为鲈形目鲈亚目鲹科鲹属。
蓝点鲹的生物分类最早是由澳大利亚动物学家海恩斯·吉布斯·阿莱恩 （Haynes Gibbs Alleyne）和威廉·约翰·麦克利爵士以澳大利亚昆士兰州格伦维尔岬海域收集到的一枚标本为基础描述的，这枚标本后来被定为正模標本。他们将此物种命名为Caranx bucculentus，种加词在拉丁文里的意思是“圆圆的脸颊”，这指的是其大嘴巴。这一命名最早由新南威尔士林奈学会的论文集报道，刻印为bucculantus，应该是一种误植，但就此流传了下来。蓝点鲹的分类从未被质疑，也没有别人进行独立命名，因此成为鲹属为数不多的几种没有异名的物种之一。该物种的俗名为蓝点鲹（bluespotted trevally），以其身上的斑点命名，另一不太常用的俗名为大嘴鲹（wide-mouthed trevally）。

## 描述

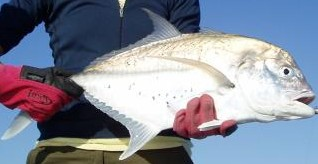
蓝点鲹侧线前半部分短而弯曲，身上的蓝点是其特点。

蓝点鲹是一种比较大型的鱼，已知最大长度为66厘米。体形具有鲹属中多种大型鱼类的特点，背部轮廓线呈强压缩的矩形，尤其前部比腹部轮廓线更凸出。背鳍有明显不同的两部分，第一部分含有8根背刺，第二部分含有1根背刺和18到19根软鳍条组成。 臀鳍有两根分离的背刺，随后是1根背刺和15到17根软鳍条，而腹鳍含有1跟背刺和18根软鳍条。蓝点鲹的体侧线有一小段极度弯曲，在背鳍前一段变成直线，直线部分是弯曲部分长度的2.5倍，弯曲部分含有40到50片鳞，而直线部分没有鳞，而是有33到39片强壮的鳞甲。胸部前側没有鳞，这片区域一直延伸到腹鳍根部的后面，斜对胸鳍根部。蓝点鲹的眼睛有比较充分发育的后脂眼睑，脂眼睑常延伸到瞳孔后边缘。上颚有两层齿，外层是一排强壮的犬齿，内层为一圈绒毛状齿，而下颚只有一圈锥齿。蓝点鲹共有26到31根鳃耙和24块椎骨。
蓝点鲹上部为浅橄欖綠色，下部颜色逐渐变浅为银白色，成年藍點鰺上半身有许多小蓝点。鳃盖上端有一个大黑点，胸鳍根部也有一个大黑点。所有的鳍都是黄绿色的。

## 分布和栖息地
蓝点鲹栖息地为东印度洋——西太平洋热带水域，范围小于其近亲物种。栖息地从台湾和婆罗洲周围的南海向南扩展到东印度尼西亚和巴布亚新几内亚周围的阿拉弗拉海。蓝点鲹在北澳大利亚海域非常常见，尤其在卡奔塔利亞灣，在南方昆士兰州格拉德斯通偶尔可见 。
蓝点鲹是一种近海渔，一般生活在栖息范围的沿岸水域，栖息在浅海灣,这样的水域多泥沙少海草，在较深水的海湾也有分布。卡奔塔利亞灣抽样研究显示，蓝点鲹的生物质最多分布的深度28.1米，这个深度是蓝点鲹最喜欢生活的深度。

## 生物学

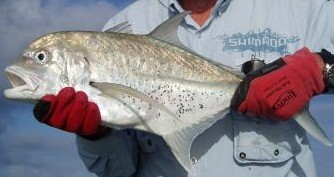
在北昆士兰捕获的一只蓝点鲹

与其他印度洋——太平洋鲹科动物相比，蓝点鲹得到显著的研究，部分原因是这种鱼在北澳大利亚浅水生态系统里分布很多并非常重要，是该生态系统十大最常见次级消费者之一，是一些有重要商业价值的虾的最重要的天敌。在1986年到1991年时期的连续抽样研究发现，蓝点鲹数量没有系统性季节变化，尽管有年际变化。蓝点鲹有晝夜垂直遷移的情况，可能是应对天敌运动，证据是水底夜间拖網捕获的蓝点鲹显著减少。
蓝点鲹是食肉鱼，捕食各种甲壳亚门动物和鱼类。卡奔塔利亞灣，尤其是阿尔巴特洛斯湾研究表明，蓝点鲹是捕虾区最常见的虾类天敌。蓝点鯵食物会随着年龄的增长而变化，小于275毫米的幼鱼以对虾、螃蟹、甲壳亚门动物、棘皮动物和软体动物等为食，而较大的蓝点鯵以主要以小鱼为食。小蓝点鯵常在白天觅食，主要吃没有商业价值的虾类，而大蓝点鯵常在晚上觅食，捕食商业价值很高的物种。实验研究表明，蓝点鯵在海草床觅食成功率比在软地层要低，因为对虾白天藏身于软地层的洞里，但是晚上虾类出来觅食，这会提高蓝点鯵的觅食成功率。蓝点鯵食物几乎没有季节变化。
蓝点鯵在长到约110毫米长时达到性成熟，大约1岁之后，这要远远早于鲹属其他物种，其他物种一般要到2或3岁达到性成熟，但体长比蓝点鯵小。卡奔塔利亚湾海域的蓝点鯵产卵高峰期为春季，产卵数在18,000到650,000之间。蓝点鯵每年长约82.2毫米。大规模食饵实验表明，蓝点鯵被喂食对虾和沙丁鱼时，体重增长分别为每年3.7%和2.7%。

## 与人类关系
蓝点鯵尽管数量巨大，尤其在北澳大利亚地区，但在渔业里没有地位，会被拖网捕到或被垂钓钓到，但是捕虾网里会捕获到大量蓝点鯵。蓝点鯵一般被视为价值不高的食用鱼，并且可能含有雪卡毒素。
蓝点鯵是一种较好的游钓鱼，但是逊色于珍鲹和蓝鳍鲹。